# 卢卡斯·瓦斯克斯·德·艾利翁
卢卡斯·瓦斯克斯·德·艾利翁（英語：Lucas Vázquez de Ayllón，1478年—1526年），文艺复兴时期欧洲探险家之一，伊斯帕尼奥拉的行政管理官员和商人。他曾在北美洲大西洋海岸建立了一个殖民地（待考），非洲奴隶是当地人口的一部分。在殖民活动失败后，许多奴隶逃入了荒野。